# Кадырбеков, Биржан Муратович
Биржан Муратович Кадырбеков (род. 21 мая 1967 года) — советский спортсмен (хоккей на траве).

## Карьера
В 1987—1992 годах играл в алма-атинском «Динамо». В чемпионате СССР и России провёл 160 игр, забил 5 мячей.
Пятикратный чемпион СССР (1987—1991).
Обладатель Кубка СССР (1987), двукратный финалист Кубка СССР (1989, 1990).